# Andrew Amonde
Pas d'image ? Cliquez ici

a Compétitions nationales et continentales officielles uniquement.

b Matchs officiels uniquement.
Dernière mise à jour le 19 juillet 2021.
Andrew Amonde, né le 25 décembre 1983 à Kisumu, est un joueur de rugby à sept et rugby à XV kényan.

## Carrière
Il est le capitaine de l'équipe du Kenya de rugby à sept depuis 2012. Il dispute les Jeux olympiques d'été de 2016, terminant à la onzième place.
Le 16 juillet 2021, il est nommé porte-drapeau de la délégation kényane aux Jeux olympiques d'été de 2020 à Tokyo, conjointement avec la joueuse de volley-ball Mercy Moim. Il prend sa retraite sportive après la compétition olympique.